# Murgești (okręg Buzău)
Murgești – wieś w Rumunii, w okręgu Buzău, w gminie Murgești. W 2011 roku liczyła 840 mieszkańców.